# Попівка (Степанецька сільська громада)
Попівка (вимоваⓘ) — село в Україні, у Степанецькій сільській громаді, Черкаського району Черкаської області,. Населення становить 288 осіб.